# Sikenička
Sikenička (bis 1948 slowakisch „Ďarmotky“; ungarisch Kisgyarmat) ist eine Gemeinde im Westen der Slowakei mit 432 Einwohnern (Stand 31. Dezember 2024), die zum Okres Nové Zámky, einem Kreis des Nitriansky kraj, gehört.

## Geographie
Die Gemeinde befindet sich im Hügelland Ipeľská pahorkatina innerhalb des slowakischen Donautieflands, am linken Ufer des Flüsschens Perec. Das Ortszentrum liegt auf einer Höhe von 149 m n.m. und ist 19 Kilometer von Štúrovo sowie 56 Kilometer von Nové Zámky entfernt.
Nachbargemeinden sind Bíňa im Westen, Čata im Nordwesten und Norden, Zalaba im Nordosten, Salka (Katastralgemeinde Horný chotár) im Osten, Malé Kosihy, Salka (Hauptort) und Pavlová im Südosten und erneut Bíňa im Süden.

## Geschichte

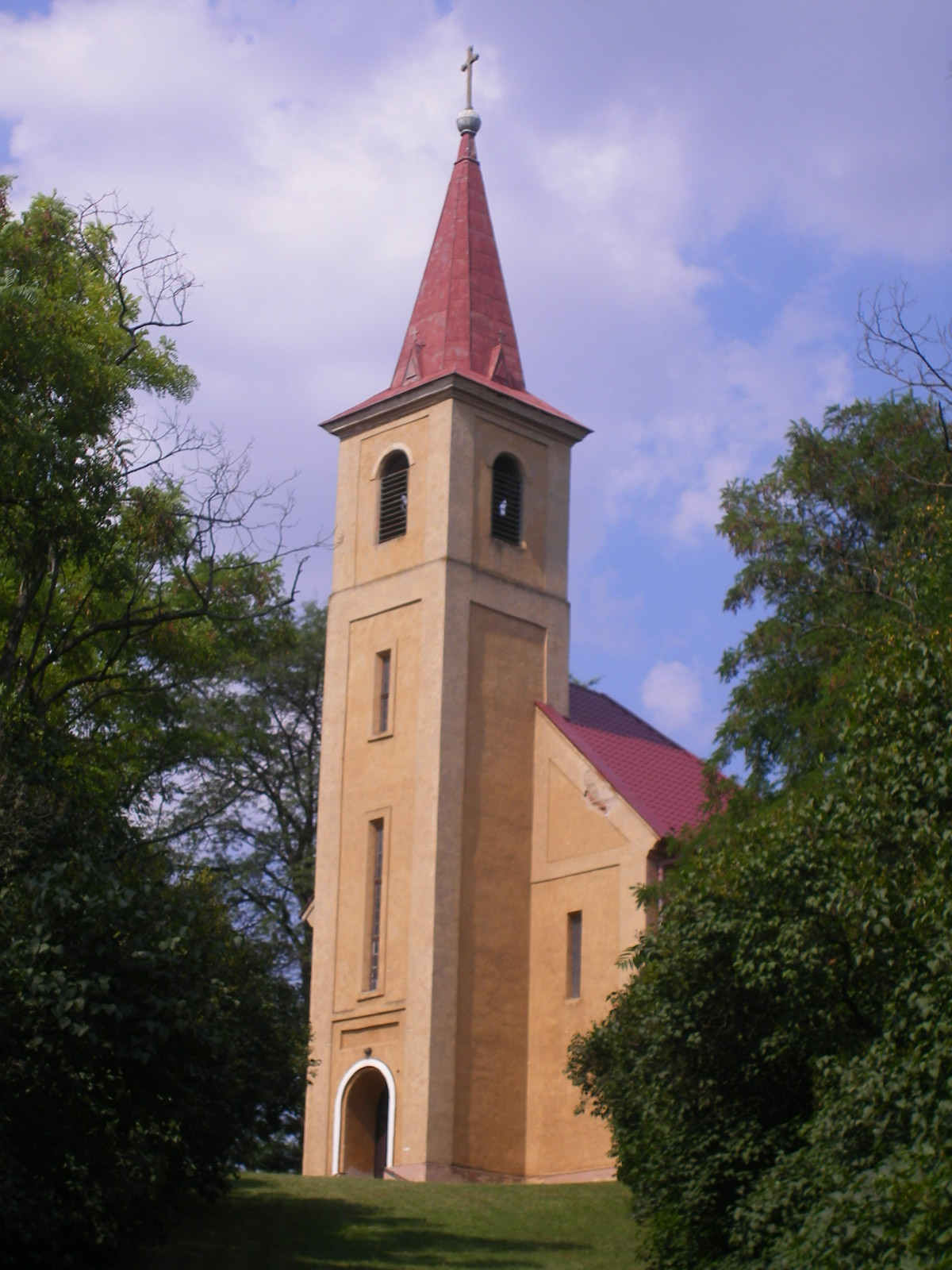
Kirche in Sikenička

Sikenička wurde zum ersten Mal 1135 als Garmoth schriftlich erwähnt und war Besitz des Landadels, im 18. Jahrhundert wurde das Dorf zum Gut in der Herrschaft Bátorkeszi, die zum Geschlecht Pálffy gehörte. 1720 gab es 42 Haushalte, 1828 zählte man 89 Häuser und 597 Einwohner, die als Hirten und Winzer beschäftigt waren.
Bis 1918/1919 gehörte der im Komitat Hont liegende Ort zum Königreich Ungarn und kam danach zur Tschechoslowakei beziehungsweise heute Slowakei. In der ersten tschechoslowakischen Republik war auch Weberei verbreitet. Auf Grund des Ersten Wiener Schiedsspruchs lag er 1938–1945 noch einmal in Ungarn. Während der Frontkämpfe im Frühjahr 1945 wurde der Ort zu 70 % zerstört.

## Bevölkerung
| Jahr                | 1994 | 2004    | 2014    | 2024    |
| ------------------- | ---- | ------- | ------- | ------- |
| Anzahl der Personen | 502  | 467     | 446     | 432     |
| Unterschied         |      | −6,97 % | −4,49 % | −3,13 % |

| Jahr                | 2023 | 2024    |
| ------------------- | ---- | ------- |
| Anzahl der Personen | 436  | 432     |
| Unterschied         |      | −0,91 % |

Nach der Volkszählung 2011 wohnten in Sikenička 451 Einwohner, davon 398 Magyaren, 42 Slowaken sowie jeweils ein Pole und Rom. Neun Einwohner machten keine Angabe zur Ethnie.
405 Einwohner bekannten sich zur römisch-katholischen Kirche, 13 Einwohner zur reformierten Kirche, zwei Einwohner zur Christlichen Gemeinde und ein Einwohner zur griechisch-katholischen Kirche. 14 Einwohner waren konfessionslos und bei 16 Einwohnern wurde die Konfession nicht ermittelt.

## Bauwerke und Denkmäler
- römisch-katholische Martinskirche, ursprünglich als romanische Kirche im 13. Jahrhundert errichtet, im 18. Jahrhundert wesentlich umgebaut und 1887 erweitert[6]